# Жюзо, Патрик
Патрик Жюзо (фр. Patrick Juzeau; 1950 — 2004) — французский скрипач и дирижёр.
Окончил Тулузскую консерваторию (1970) по классам скрипки и камерного ансамбля. На протяжении трёх лет играл в оркестре оперного театра Капитолия Тулузы, затем постепенно начал переключаться на дирижёрскую деятельность. В 1976 г. выиграл Безансонский международный конкурс молодых дирижёров. После этого работал постоянным дирижёром Национального оркестра Аквитании и Национального оркестра Страны Луары, был одним из первых дирижёров, участвовавших в начале 1980-х гг. в становлении Национального оркестра Страны басков. С 1983 г. профессор Лионской консерватории. Из записей Жюзо наиболее известна опера для детей Бенджамина Бриттена «Маленький трубочист» (1979).